# A Primitive Evolution
A Primitive Evolution (a menudo identificado con la abreviatura A.P.E.) es una banda de rock alternativo con sede en Toronto, Ontario, Canadá.
En 2007, la banda auto-produjo el vídeo para "Muerte sobre ruedas Ruedas"  junto a Frankenstein cheerleaders cuando parte del 2007 L'Oréal Semana de Moda, el cual era vocero Martin Streek. " Muerte en Ruedas" iniciaría, The Death Girls, cheerleaders y super-seguidores que bailen y cantan en shows de A.P.E, a veces por unir la banda encima etapa. Principalmente Death Girls incluyen modelos de las Chicas de Suicidio (sitio web de adulto). A Primitive Evolution más tarde aparecería en el adulto canal noticioso, Naked News. "Muerte en Ruedas" era también presentado encima las cinco Canciones de Alan Cross "Canciones que debes oír Hoy".
En 2008, A Primitive Evolution tocó en Canadian Music Week showcase en el The Bovine Sex Club. En 2008 la banda continuó escribiendo y grabando su álbum de debut y trabajado en otro vídeo de música para la canción "Beyond True". En mayo ellos postearon un demo para la canción "Empty Holes", el cual  más tarde también tiene un vídeo de música correspondiente. Brett dijo en una 2010 entrevista que durante estos años tempranos la banda trabajó "justo escribiendo y representando cada otro fuera".[cita requerida]
En la primavera de 2009 el grupo fundó el festival de música VIVA LOS MUERTOS (2009  presentandoThe Birthday Massacre, para quien Brett había actuado teclados en vivo en 2004). El festival incluyó "Importante productos de ventas, danza Playdead mascots y un eclectic mucho tiempo-multitud de fin de semana que abundancia ofrecida en conjunto para el ojo vivo". El festival tuvo un "muy buena respuesta", según la banda, esperando a más allá asegurar la creación y mantenimiento de una escena "Death Rock" dinámica en Toronto. Playdead Culto  "Moop", continuaría ser la banda  mascot y puede ser visto bailando encima etapa durante los rendimientos vivos de la banda.
Febrero 16, 2010, la banda liberó su álbum de debut digitalmente para en todo el mundo distribución. En el verano de 2010, Adm Shedden, anteriormente de The Birthday Massacre y actualmente de Hunter Eves, unido para actuar en violín vivo para espectáculos acústicos. En 2010, la banda continuó jugar espectáculos en Toronto, Hamilton, Niagara Caídas, Kitchener y Barrie.
En 2018 la banda firmó un registro trata Registros de Metrópoli para liberar su álbum que Deviene. Ahora actuando como tres pieza con Brett Carruthers, Stephany Seki y Stu Muerto, esto sería la banda   liberación de debut bajo una etiqueta oficial.

## Discografía

### A.P.E. (2009)
El álbum de debut de la banda Un.P.E., liberado en diciembre temprano 2009, estuvo producido por Matthew Von Wagner, (Castillos de Cristal, Ubiquitous Buscador de Sinergia, Alfa Galates) y Brett Carruthers. Wagner Ha trabajado junto al gusta de Joe Barresi y Bob Ludwig. Un.P.E., según la banda, es grounded encima unos cuantos temas comunes: la Muerte "sola en Ruedas" dibuja inspiración de clásico grindhouse películas de horror, mientras a otros les gusta "el callejón sin salida" es thinly veiled canciones de amor. "Guerra B." Explora político undertones y la vista Occidental de guerra. Otras canciones en el álbum gustan "Allende Ciertos" explorar el romanticismo de interacción humana. Alan Cross ha referenced la banda para sonar como Radiohead y Nirvana e iría en para llamarles La Descendencia de Grunge en su mayo 21, 2010, ExploreMusic podcast. (searchable Encima iTunes)
1. "War B" (4:40)
2. "Beyond True" (4:19)
3. "Death on Wheels" (4:02)
4. "Just Begun" (4:59)
5. "Dead End" (3:59)
6. "Still Waiting" (4:26)
7. "Coming and Going" (3:03)
8. "Show Me" (4:41)
9. "Train Wreck" (4:45)
10. "To Be Lost" (5:17)
11. "Empty Holes" (4:27)

### The Prize(2012)
El álbum The Prize estuvo liberado encima septiembre 11, 2012. The Prize todavía incluye retrabajadas versiones de las canciones encontradas encima el debut del APE, pero también presenta tres canciones nuevas. El álbum estuvo producido por la banda y John Wozniak de Marcy Patio en estudios de Seta en Toronto, ENCIMA.

#### Pistas
1. 1. "Lord Of Reason" (4:05)
  2. "Show Me" (The Prize Version) (3:52)
  3. "I Feel It All" (4:52)
  4. "Won't Let You Down" (4:10)
  5. "Falling Far Behind" (4:28)
  6. "Dead End" (The Prize Version) (3:59)
  7. "The Prize" (4:26)
  8. "Coming and Going" (The Prize Version) (3:05)
  9. "Train Wreck" (The Prize Version) (5:36)
  10. "We Are Lost" (4:31)

## Miembros
- Brett Carruthers @– guitarras, vocals, teclados (2007@–presentes)
- Steph Misayo Seki @– Bajos, teclados, cello (2007@–presentes)
- Stu Muerto @– tambores (2007@–presentes; hiato desde entonces 2019)

### Visitando miembros
- Owen Mackinder @– teclados (2019@–presentes)
- Jake Hamilton @– tambores (2019@–presentes)

### Miembros anteriores
- Dimitri Anastasakis @– guitarras (2007@–2010)
- Scott Carruthers @– guitarra de ventaja (2011@–2013)